# روبن اسکار کوشیمانو
روبن اسکار کوشیمانو (انگلیسی: Rubén Oscar Cocimano؛ زادهٔ ۵ فوریهٔ ۱۹۶۲) بازیکن فوتبال اهل آرژانتین است.
از باشگاه‌هایی که در آن بازی کرده‌است می‌توان به باشگاه فوتبال ریور پلاته اشاره کرد.